# 13751 Joelparker
13751 Joelparker là một tiểu hành tinh vành đai chính với chu kỳ quỹ đạo là about 1234 ngày (3.38 năm).
Nó được phát hiện ngày 16 tháng 9 năm 1998.